# 火花 (杂志)
《火花》杂志由山西省文联主办，是全国百家社科核心期刊，为半月刊，上半月的在太原由杂志社自身出版，下半月的“文化创意产业”在北京出版，承包给北京名镇方志文化传播中心运作，该中心每年交给杂志社15万元承包费。

## 停刊事件
2010年初，作家谢朝平与下月刊编辑部商谈，以增刊方式自费印刷一万册《大迁徙》。此书主要描写三门峡水库建成五十多年的移民故事。6月27日，增刊送抵到渭南的次日，被渭南市文化稽查队以“杂志属非法出版物”的名义没收。与此同时，三门峡库区各县市政府从移民家里搜走《大迁徙》。
杂志社社长王作忠称，出版部门最终发现此次增刊的不合程序之处。北京编辑部无权擅自出版增刊，未按规定逐级上报审批。《火花》杂志北京编辑部的执行社长魏丕植表示，“因为没有经验，所以没走审批程序。”7月24日，山西省新闻出版局通知《火花》杂志社，停止出版下半月刊。8月，作家谢朝平被拘。